# Kilkare Woods, California
Kilkare Woods (Tiếng Anh: Rừng Kilkare) là một khu nông thôn tại Quận Alameda, tiểu bang California (Hoa Kỳ), dân số 773.

## Ngôn ngữ
Theo điều tra dân số năm 2000, các ngôn ngữ được sử dụng tại Kilkare Woods là:
- Tiếng Anh 96%
- Tiếng Hindi 3%
- Tiếng Tây Ban Nha 1%[1]